# Château Potensac
Château Potensac es una bodega en la denominación de origen francesa Médoc de la región vinícola de Burdeos. Abarca 53 hectáreas en Ordonnac. El vino producido aquí fue clasificado como uno de los 9 Cru Bourgeois Exceptionnels en la lista del año 2003. El uso de esta clasificación se prohibió posteriormente en el año 2007.
El Château pertenece a la familia Delon, propietaria igualmente del Château Léoville-Las Cases.